# 1920-е годы
1920-е (ты́сяча девятьсо́т двадца́тые) го́ды по григорианскому календарю — промежуток времени с 1 января 1920 года по 31 декабря 1929 года, включающий 1920 год 2-го десятилетия   и с 1921 по 1929 годы    3-го десятилетия XX века 2-го тысячелетия.  Они закончились 96 лет назад.
Десятилетие характеризуется формированием принципиально нового мирового порядка по итогам Первой мировой войны и гражданской войны в России. На карте мира возникают новые государства: Советский Союз, Ирландия, Венгрия и другие.
На западе это десятилетие известно как «Ревущие двадцатые» или «Золотые двадцатые» — период экономического подъёма, окончившийся с приходом Великой депрессии. В США всё десятилетие действовал Сухой закон; в СССР действовала новая экономическая политика (НЭП). В музыке 1920-е ознаменовались «Эпохой джаза» (англ. Jazz Age). В кино пережил расцвет немецкий экспрессионизм, усилиями Эйзенштейна зарождается самобытный советский кинематограф.

## События

### Политика и общество

#### США
- Сухой закон в США (1919—1933). Избирательные права женщин (1920). В Ку-клукс-клане около 3—6 млн последователей (1920—1925; Расовые беспорядки в Талсе). Битва у горы Блэр (1921).

Коррупционный скандал с арендой «Типот Доум» и Великая железнодорожная забастовка (1922). «Обезьяний процесс» запретил преподавание теории эволюции (1925).
- Вашингтонская конференция (1921—1922). «Дальневосточная Антанта». Договор пяти держав об ограничении морских вооружений.
- Создание нефтяного картеля (1928; Соглашение Акнакарри[фр.]; «Семь сестёр»). Кастелламмарская война за контроль над итало-американской мафией (1929—1931, Аль Капоне).
- В США началась Великая депрессия (1929).

#### Европа
- В Веймарской республике Силезские восстания (1919—1921), Капповский путч (1920), Мартовское восстание (1921).
- Лига Наций (1919—1946). Мандатные территории. Международная конференция в Генуе 1922 года. Локарнские договоры (1925). Пакт Бриана — Келлога (1928). Женевская конвенция о военнопленных (1929)[англ.].
- Красное двухлетие (1919—1920). Марш на Рим (1922). В итальянском парламенте большинство получила Национальная фашистская партия (1924). Ватикан признан независимым государством (1929).
- Депрессия в США 1920–1921 годов. Германии (1918—1923), Польше (1919—1923), Австрии (1921—1922).
- Малая Антанта (1921). Франко-бельгийское соглашение[англ.] (1920—1936). Франко-польский союз (1921)[англ.]. Франко-чехословацкий договор (1924)[фр.].
- «Кровавая ночь» в Лиссабоне (1921)[англ.]. Переворот в Испании (1923; Мигель Примо де Ривера).
- Рапалльский договор (1922). Ультиматум Керзона (1923). Берлинский договор (1926).
- Ирландское Свободное государство (1922—1937) образовано в результате войны за независимость (1919—1921). Гражданская война (1922—1923).
- Восстание в Греции (1922). Вторая Греческая Республика (1924—1935). Восстания в Польше и Болгарии (1923).
- В Великобритании первое правительство Лейбористской партии (1923—1924; Дело Кэмпбелла[англ.]; «Письмо Зиновьева»). Чёрная пятница (1921)[англ.]. Всеобщая стачка (1926). Декларация Бальфура (1926).
- Рурский конфликт, коммунистическое восстание и «Пивной путч» в Германии (1923). Планы Дауэса (1924) и Юнга (1929) смягчили порядок выплат репараций.
- Перевороты в Португалии, Литве, Польше (1926) и Югославии (1929). Восстания в Португалии и Вене (1927). «Железная гвардия» в Румынии (1927—1941).

#### Советская Россия и СССР

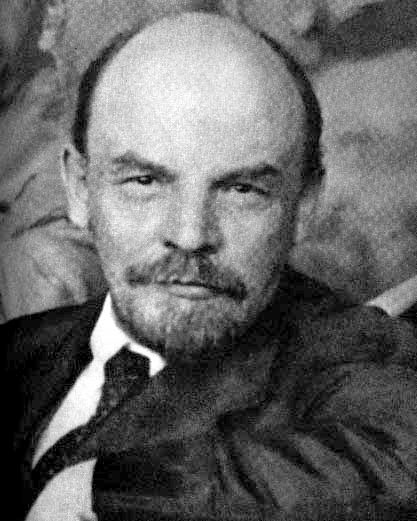
Владимир Ленин возглавлял Советскую Россию в начале 1920-х

- Формирование нового культурного и политического полюса мира — советского социалистического лагеря:
  - СССР образован объединением РСФСР, УССР, БССР и ЗСФСР (1922). Административно-территориальная реформа (1924). Восстание в Грузии (1924). Доктрина социализма в отдельно взятой стране (1925).
- Заканчивается Советско-финская война (1918—1920).
- Продолжается Гражданская война (1918—1922/1923).
- Гиперинфляция в Советской России (1918—1924)
- Советско-польская война, к Польше присоединены Западные Украина и Белоруссия (1920—1921; линия Керзона). Голод в Поволжье (1921—1922).
- НЭП (1921—1928/1931). Электрификация Советской России (1921). Ликвидация безграмотности. Пионерская организация (1922).
- Смерть и похороны Ленина (1924). Приход Сталина к власти (1926—1929)
- Разрыв дипломатических отношений СССР и Великобритании (АРКОС; «Наш ответ Чемберлену»), советско-польская конфронтация (убийство Войкова; «Линия Сталина»), создан ОСОАВИАХИМ (1927)
- Коллективизация и индустриализация в СССР (1928—1940). Первая пятилетка (1928—1932). Сталин добился осуждения правой оппозиции (1929). Конфликт на Китайско-Восточной железной дороге (1929).

#### Африка и Ближний Восток
- Война за независимость Турции (1919—1923)[1] против интервенции Англии, Италии, Франции, Греции и дашнакской Армении. Лозаннский мирный договор и конвенция о проливах (1923). Восстания курдов (1921[англ.], 1925, 1927—1930[англ.]).
- Пограничная война между Кувейтом и Недждом (1919—1920). Антибританское восстание в Ираке (1920). Франко-сирийская война (1920).
- Межобщинный конфликт в Палестине[англ.] (1920—1948). Беспорядки в подмандатной Палестине (1929).
- Государственный переворот в Персии (1921; Реза Пехлеви). Восстание шейха Хазаля[англ.] (1922—1924).
- Рифская война (1921—1926). Национально-освободительная война в Ливии (1923—1932).
- Вторая саудовско-хашимитская война (1924—1925). Национально-освободительное восстание в Сирии (1925—1927). Восстание ихванов (1927—1930).
- Гражданская война в Афганистане (1928—1929). Афганский поход Красной армии (1929).

#### Юго-Восточная Азия и Дальний Восток
- Договор девяти держав в отношении Китая.
- Монгольская народная революция (1921)
- В Японии завершён период Тайсё (1912—1926), начало периода Сёва (1926—1989). «Закон о сохранении мира», расширение избирательного права на всех мужчин (1925; General Election Law[англ.]). Инцидент 15 марта 1928 года.
- Северный поход (1926—1927), организованный Первым Объединённым фронтом, положил конец «эре милитаристов» в Китае (1916—1928). Гоминьдан провёл чистки против коммунистов (1927; Чан Кайши; «Шанхайская резня»), началась гражданская война (1927—1936).

#### Латинская Америка
- «Банановые войны» США. Гражданские войны в Парагвае (1922—1923) и Никарагуа (1926—1927). Восстание кристерос в Мексике (1926—1929). Забастовка в United Fruit Company в Колумбии (1928).

### Катастрофы, теракты и стихийные бедствия
- Взрыв на химическом заводе в Оппау (1921).
- Великое землетрясение Канто в Японии (1923).
- Пожар в Беркли[англ.] (1923).
- Майамский ураган (1926).
- Великое наводнение на Миссисипи, в Вермонте (1927)[англ.].
- Землетрясение в Гулане (1927)[англ.].
- Массовое убийство в школе «Бат» (1927).
- Экспедиция на дирижабле «Италия» (1928).
- Ураган Окичоби (1928).

## Культура

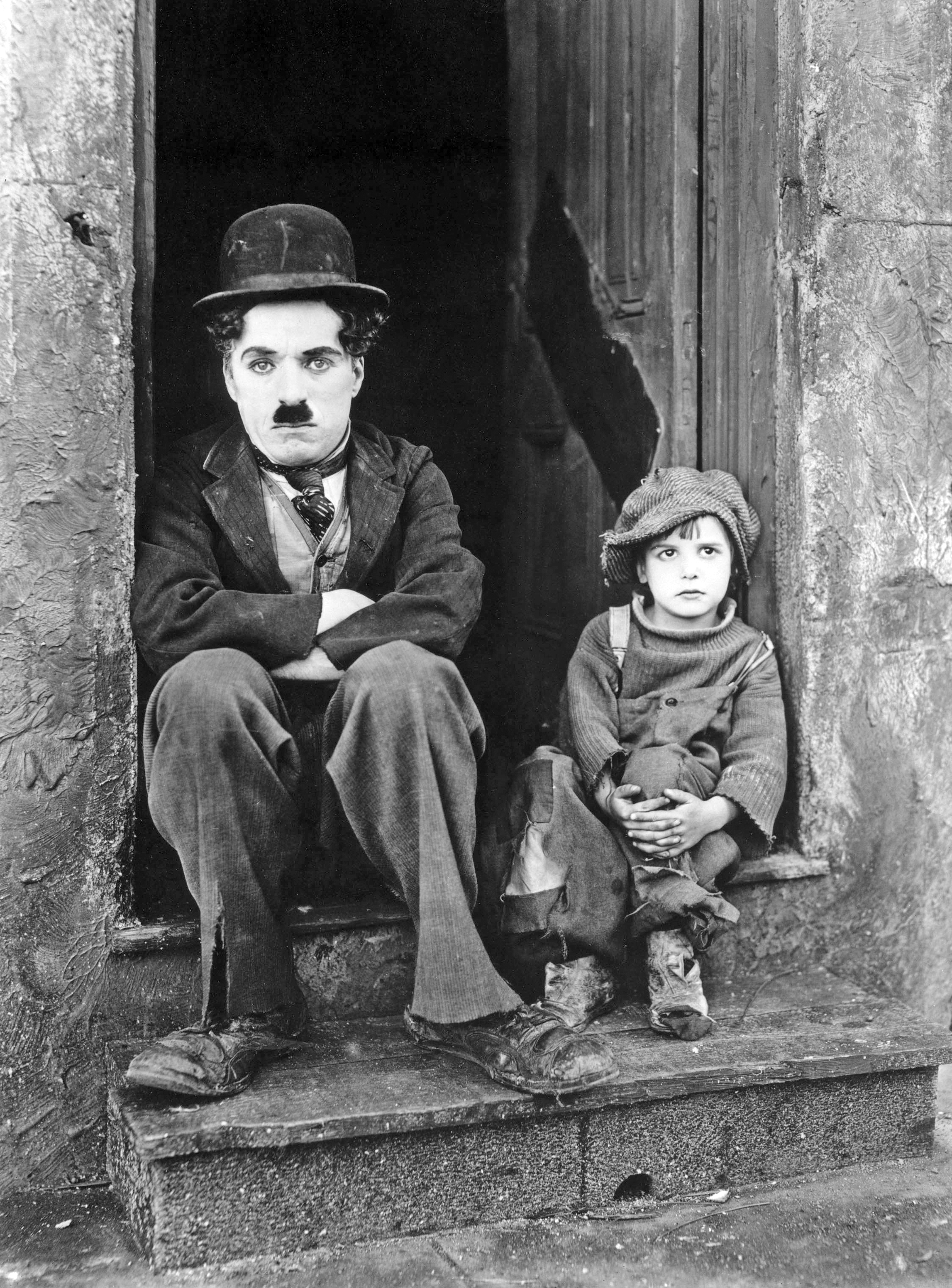
Чарли Чаплин в фильме «Малыш»

- «Ревущие двадцатые». Années folles[англ.] во Франции. «Золотые двадцатые» в Германии.
- Канонизация Жанны д’Арк[англ.] (1920).
- Мавзолей Ленина (1924).
- «Поколение 27 года» в Испании.

### Искусство

##### Американская литература
- Френсис Фицджеральд, изданы романы: «По эту сторону рая» (1920), «Прекрасные и проклятые» (1922), «Великий Гэтсби» (1925).
- Говард Лафкрафт, изданы рассказы: «Улица», «Кошки Ултара», «Ньярлатотеп» (1920), «Ужасный старик», «Дерево», «Некоторые факты о покойном Артуре Джермине и его семье», «Картина в доме», «Безымянный город» (1921), «Музыка Эриха Цанна», «Селефаис», «Герберт Уэст — реаниматор» (1922), «Гипнос», «Что приносит Луна» (1923), «Пёс», «Крысы в стенах» (1924), «Храм», «Неименуемое», «Праздник», «Слепоглухонемой», «В склепе» (1925), «Изгой», «Он», «Болото Луны», «Модель для Пикмана» (1926), «Ужас в Ред Хуке», «Цвет из иных миров» (1927), «Холод», «Зов Ктулху» (1928), «Серебряный ключ», «Данвичский ужас» (1929).
- Абрахам Меррит, изданы романы: «Металлическое чудовище» в Гималаях (1920), «Лик в бездне» в Андах (1923), «Корабль Иштар» (1924), «Семь шагов к Сатане» (1927).
- Роберт Фрост, сборник стихов: «Нью-Гэмпшир[англ.]» (1923).
- Теодор Драйзер: сборники рассказов «Краски большого города» (1923), «Цепи» (1927), «Галерея женщин» (1929); роман «Американская трагедия» (1925).
- Уильям Фолкнер, изданы романы: «Солдатская награда» (1926), «Москиты» (1927), «Сарторис» (1929), «Шум и ярость» (1929).
- Эрнест Хемингуэй, изданы романы: «Вешние воды»[англ.] (1926), «И восходит солнце» (1926), «Прощай, оружие!» (1929).
- Джон Стейнбек, издан роман «Золотая чаша» (1929).

##### Европейская литература
- Франц Кафка умер (1924), посмертно изданы романы: «Процесс» (1925), «Замок» (1926), «Америка» (1927).
- Райнер Мария Рильке умер (1926), прижизненно изданы сборники стихов «Дуинские элегии», «Сонеты к Орфею» (1923).
- Эрих Мария Ремарк, изданы романы: «Приют грёз» (1920), «Станция на горизонте» (1927—1928), «На Западном фронте без перемен» (1928—1929).
- Эрнст Юнгер: издана книга «В стальных грозах» (1920).
- Томас Манн: изданы роман «Волшебная гора» (1924) и новелла «Непорядки и раннее горе» (1925).
- Бертольт Брехт: поставлена пьеса «Трёхгрошовая опера» (1928).
- Альфред Дёблин: издан роман «Берлин, Александерплац» (1929).
- Андре Бретон: изданы книга «Магнитные поля[укр.]» (1920) и роман «Надя[англ.]» (1929).
- Жан Кокто: издан роман «Ужасные дети[англ.]» (1929).
- Пруст, Марсель: публикация «В поисках утраченного времени».
- Карел Чапек: поставлены пьесы «R.U.R.» (1921), «Средство Макропулоса» (1922); изданы романы «Фабрика абсолюта» (1922), «Кракатит» (1924).
- Ярослав Гашек: «Похождения бравого солдата Швейка» (1921-1923).
- Рафаэль Сабатини, изданы романы: «Скарамуш» (1921), «Одиссея капитана Блада» (1922).
- Луиджи Пиранделло, пьеса «Шесть персонажей в поисках автора» (1921) и роман «Кто-то, никто и сто тысяч» (1926).
- Итало Звево, издан роман «Самопознание Дзено» (1923).
- Джойс, Джеймс: «Улисс» (1922).
- А. Х. Таммсааре: роман «Хозяин усадьбы Кырбоя» (1922), роман «Варгамяэ» как первый том эпопеи «Правда и справедливость» (1926).
- Олдос Хаксли: романы «Жёлтый Кром»[англ.] (1921), «Шутовской хоровод» (1923), «Эти опавшие листья» (1925), «Контрапункт» (1928).
- Элиот Т. С. (1888—1965) «Бесплодная земля» (1922).
- Алан Милн: роман «Тайна Красного Дома» (1922); детская повесть «Винни-Пух» (1926).
- Вирджиния Вулф, изданы романы: «Комната Джейкоба» (1922), «Миссис Дэллоуэй» (1925), «На маяк» (1927), «Орландо» (1928).
- Герберт Уэллс, изданы романы: «Тайники сердца» (1922), «Люди как боги» (1923), «Сон» (1924), «Отец Кристины-Альберты»[англ.] (1925), «Мир Уильяма Клиссолда»[англ.] (1926), «В ожидании» (1927), «Открытый заговор»[англ.] (1928), «Мистер Блетсуорси на острове Рэмполь» (1928).
- Шоу Дж. Б. (1856—1950).
- Моэм У. С. (1874—1965).

##### Советская литература
Проза:
- Дмитрий Фурманов умер (1926), изданы романы: «Чапаев» (1923), «Мятеж» (1925).
- Максим Горький эмигрирует из Советской республики в Европу (1921), на родине изданы: цикл рассказов «Рассказы 1922—1924 годов» (1925); романы «Дело Артамоновых» (1926), первые две части романа «Жизнь Клима Самгина» (1927, 1928)[2].
- Евгений Замятин: повесть «Ловец человеков» (1921); пьеса «Огни святого Доминика» (1921); в США переведён и издан роман «Мы» (1924).
- Михаил Булгаков, изданы: рассказы «Необыкновенные приключения доктора» (1922), «№ 13. Дом Эльпит-Рабкоммуна» (1922), «Красная корона» (1922), «Сорок сороков» (1923), цикл рассказов «Записки юного врача» (1925—1926); повести «Дьяволиада» (1924), «Роковые яйца» (1925); роман «Белая гвардия» (1925).
- Исаак Бабель, изданы рассказы из циклов «Одесские рассказы» (1923—1925) и «Конармия» (1926).
- Юрий Олеша, изданы: роман «Зависть» (1927), сказка «Три толстяка» (1928).
- Константин Вагинов, издан роман «Козлиная песнь» (1928).
- Александр Грин, изданы романы: «Блистающий мир» (1923), «Золотая цепь» (1925), «Сокровище африканских гор» (1925), «Бегущая по волнам» (1928), «Джесси и Моргиана» (1929); повесть «Алые паруса» (1923).
- Александр Беляев, изданы романы: «Голова профессора Доуэля» (1925), «Последний человек из Атлантиды» (1925), «Остров погибших кораблей» (1926—1927), «Властелин мира» (1926), «Человек-амфибия» (1928), «Борьба в эфире» (1928), «Продавец воздуха» (1929), «Человек, потерявший лицо» (1929).
- Алексей Толстой, издан роман «Гиперболоид инженера Гарина» (1927).
- Ильф и Петров, издан роман «Двенадцать стульев» (1928)
- Михаил Шолохов, изданы первые части романа «Тихий Дон» (1928—1940).
- Валерьян Пидмогильный, издан роман «Город» (1928).
- Михаил Джавахишвили, издан роман «Квачи Квачантирадзе» (1924).

Поэзия:
- Александр Блок умер (1921), изданы сборники стихов «За гранью прошлых дней» (1920)[3], «Седое утро» (1920)[4].
- Сергей Есенин умер (1925), издана поэма «Анна Снегина» (1925).
- [5] Марина Цветаева, эмигрирует из Советской республики во Францию (1922).
- Светлов М. А. (1903—1964), поэт (РСФСР). «Гренада» (1926).
- Маяковский В. В. (1893—1930), поэт (РСФСР).
- Ахматова А. А. (1899—1966), поэтесса (РСФСР).
- Пастернак Б. Л. (1890—1960), поэт (РСФСР).
- Мандельштам О. Э. (1891—1938), поэт (РСФСР).
- Зинаида Гиппиус бежит из оккупированного Красной армией Киева в Европу (1920).
- Янка Купала (1882—1942), поэт (БССР).
- Группа ОБЭРИУ (1927).

| Маяковский Брик Пастернак Эйзенштейн | Мариенгоф Есенин | Николай Гумилёв Анна Ахматова Лев Гумилёв |

#### Музыка, опера и балет

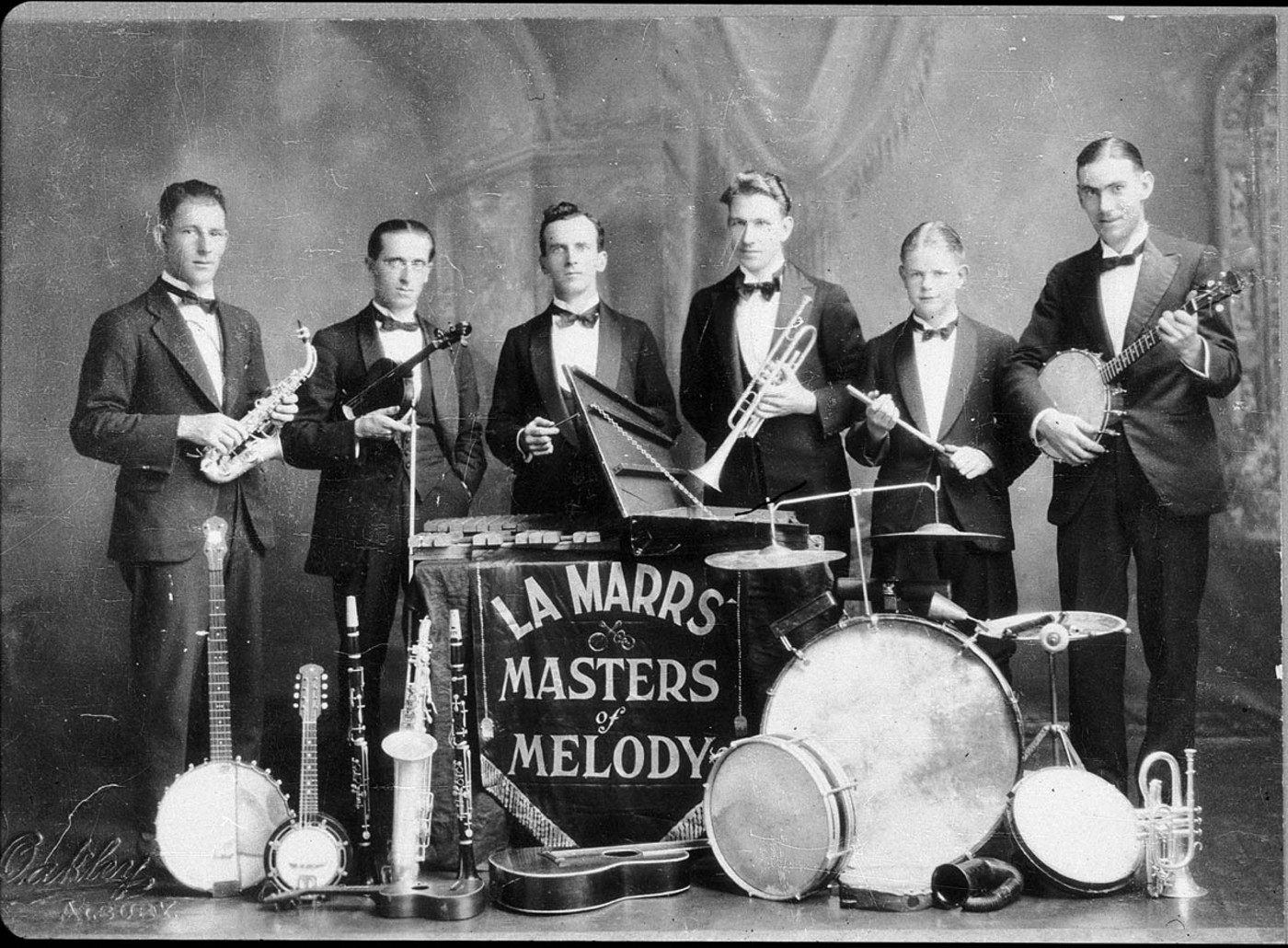
Джазовый ансамбль, 1926

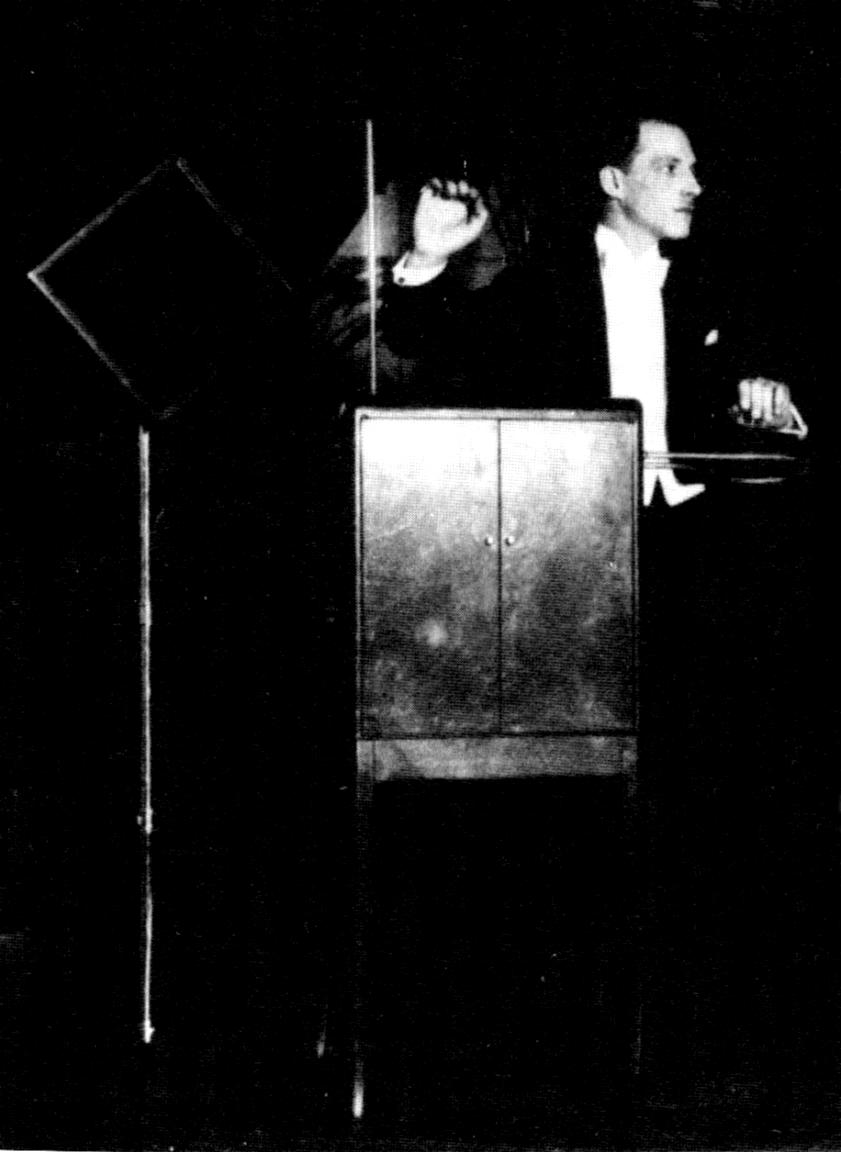
Лев Термен и его терменвокс, первый электронный музыкальный инструмент (1924)